# 御幸辻駅

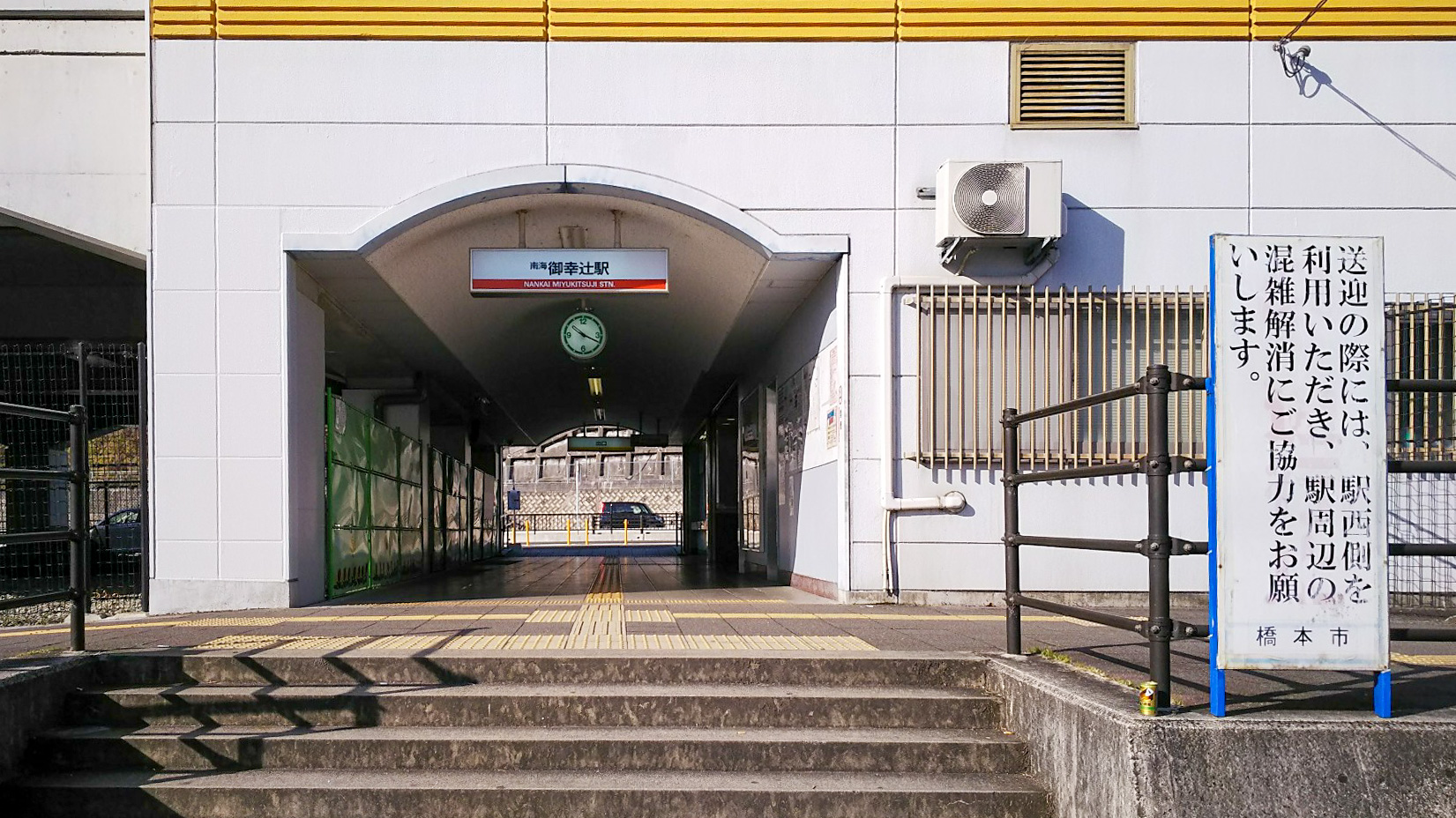
東口

御幸辻駅（みゆきつじえき）は、和歌山県橋本市御幸辻にある、南海電気鉄道高野線の駅。駅番号はNK76。

## 歴史
かつては、橋本方面の電車に乗ると、進行方向右側に単線時代の廃線跡が確認できたが、一部が国道371号橋本バイパスのルート上になったためレールが剥がされており、現在では見ることができない。
- 1915年（大正4年）
  - 3月11日：高野登山鉄道の三日市町 - 橋本間延伸と同時に、高野辻駅として開業。
  - 4月30日：社名変更により大阪高野鉄道の駅となる。
- 1922年（大正11年）9月6日：会社合併により南海鉄道の駅となる。
- 1923年（大正12年）4月21日：御幸辻駅に改称[1]。
- 1944年（昭和19年）6月1日：会社合併により近畿日本鉄道の駅となる。
- 1947年（昭和22年）6月1日：路線譲渡により南海電気鉄道の駅となる。
- 1981年（昭和56年）11月22日：紀見峠 - 当駅間複線化。
- 1992年（平成4年）4月2日：高架化工事のため駅構内が単線化される[2]。
- 1992年（平成4年）11月10日：20m級車両4両編成の乗り入れ開始[3]。これに伴いホームが林間田園都市方に15m延伸される[4]。
- 1994年（平成6年）7月21日：高架化された新下りホームが完成（完成当初はこのホームで上下線とも発着）。有効長も4両編成分 (約90m) から、8両編成分 (176m)に延伸[5]。
- 1995年（平成7年）8月29日：当駅 - 橋本間複線化。同時に新上りホーム、新駅舎が完成[6]。
- 2012年（平成24年）4月1日：駅ナンバリングが導入され、使用を開始[7][8]。
- 2013年（平成25年）4月1日：終日係員無配置駅となる。
- 2016年（平成28年）：西口にロータリーが完成する。

## 駅構造
相対式2面2線のホームを持つ高架駅である。ホーム有効長は8両編成分 (176m)。
改札・コンコースは1階、ホームは2階にある。コンコースとホームを結ぶエレベーターが設置されている。便所は1階改札内にあり、男女別の水洗式。高架化以前は島式ホーム1面2線の交換可能な地平駅で、駅舎とは構内踏切で連絡していた。その地平駅時代末期（1992年）には複線化工事進捗によりいったん交換不能な棒線駅となり、御幸辻駅 - 橋本駅間複線化開業までこの状態が続いた。

### のりば
| のりば | 路線   | 方向 | 行先       |
| ------ | ------ | ---- | ---------- |
| 1      | 高野線 | 下り | 高野山方面 |
| 2      | 高野線 | 上り | なんば方面 |

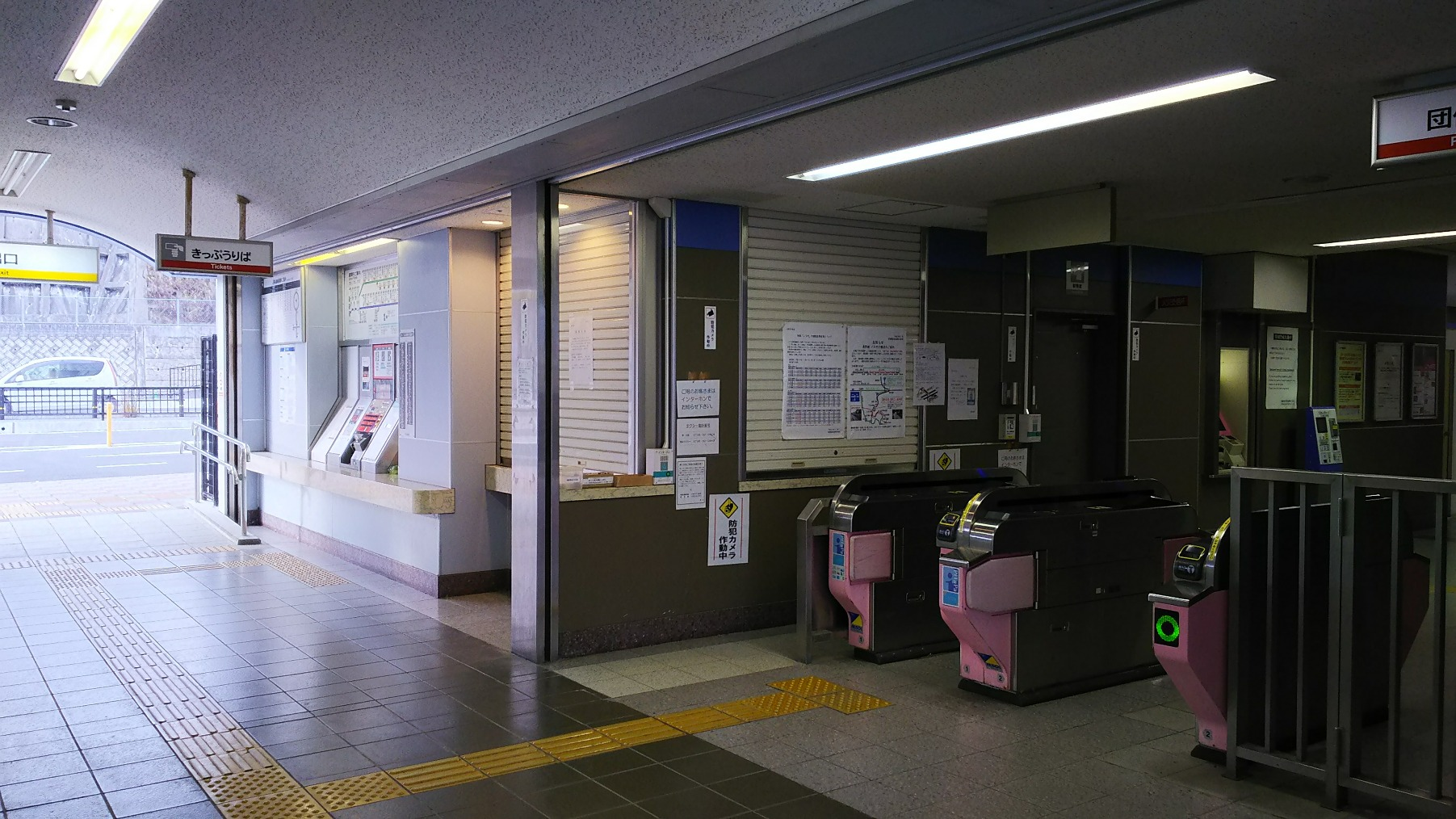
切符売場と改札口
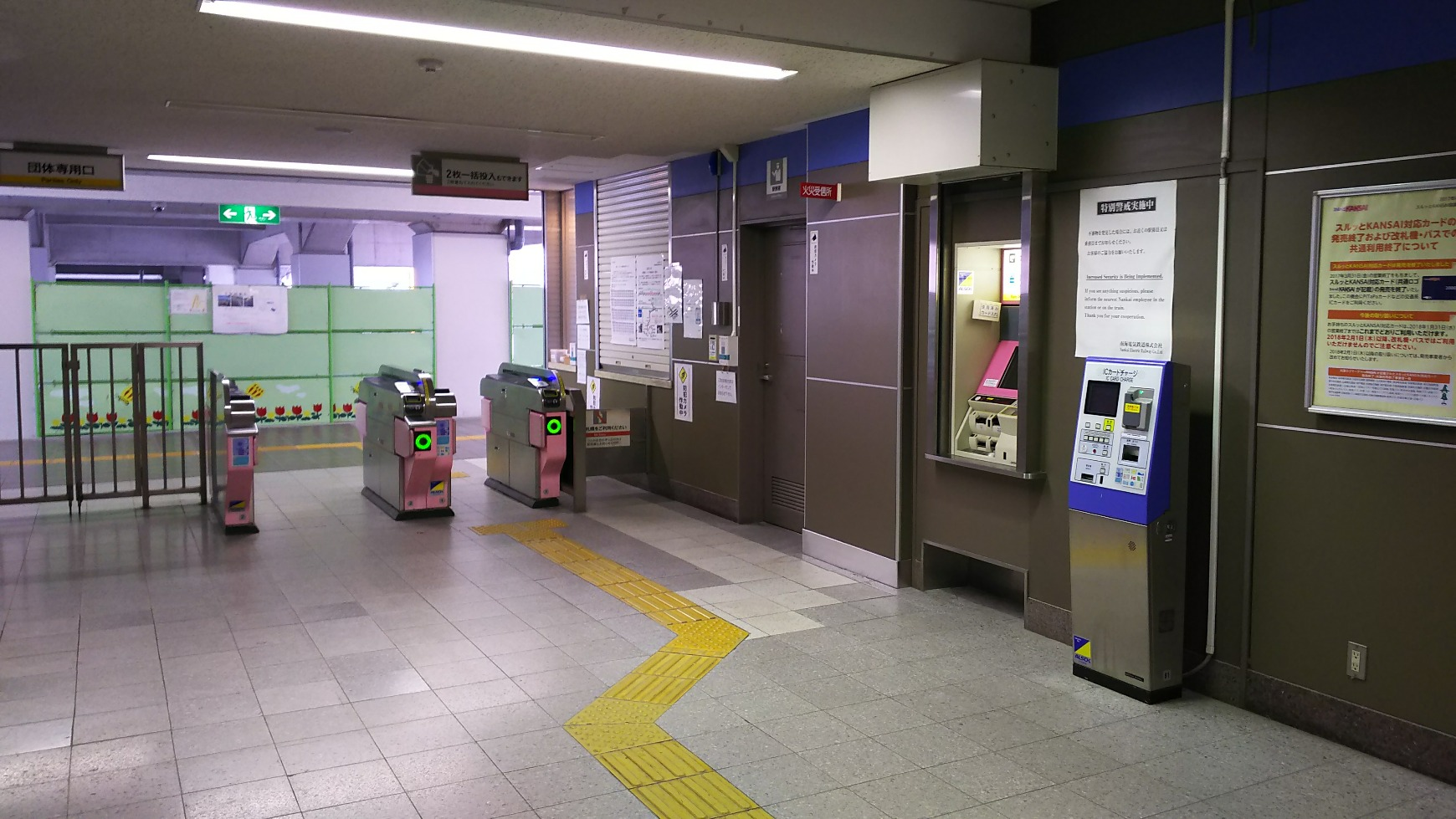
改札内
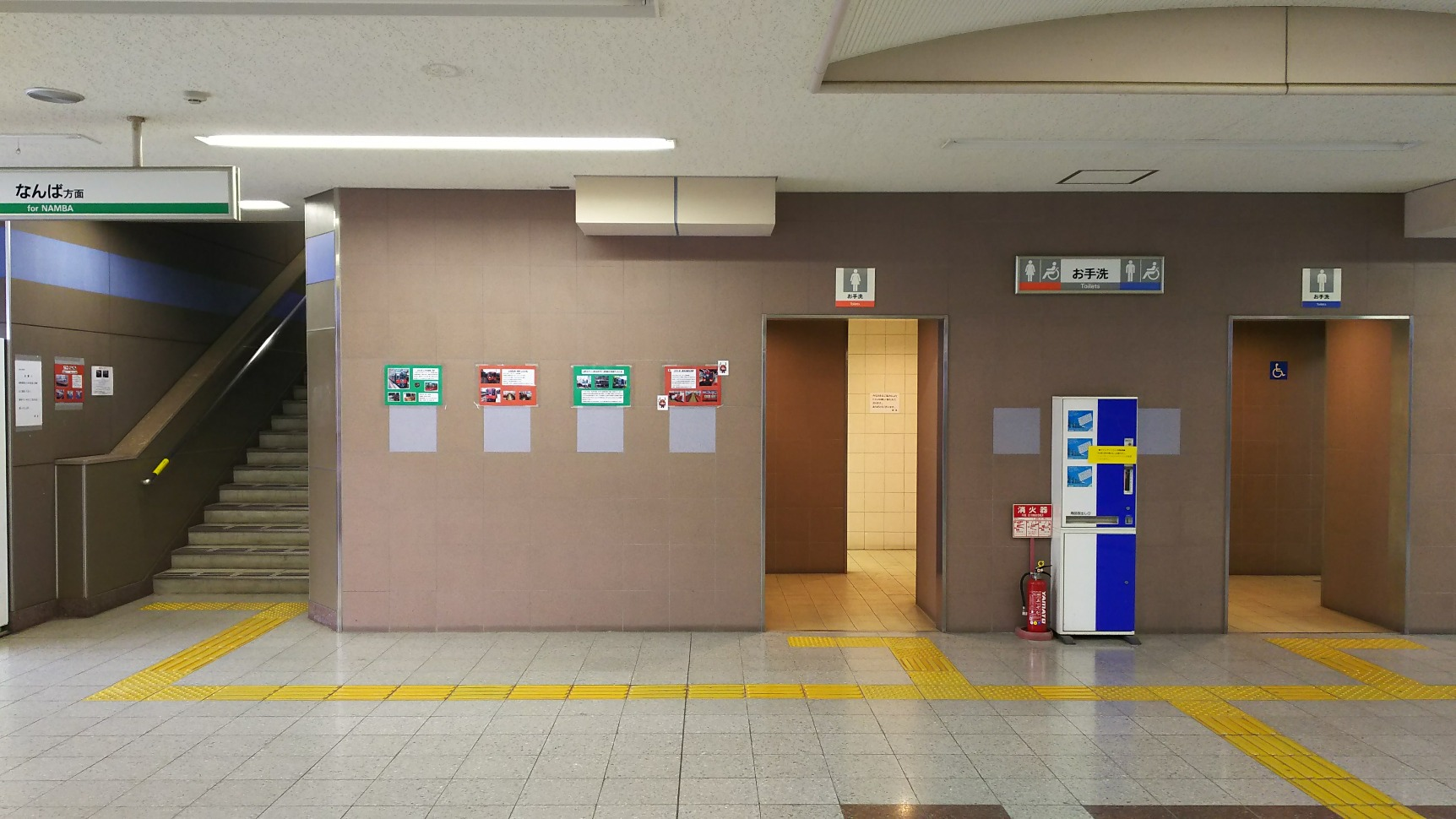
コンコース
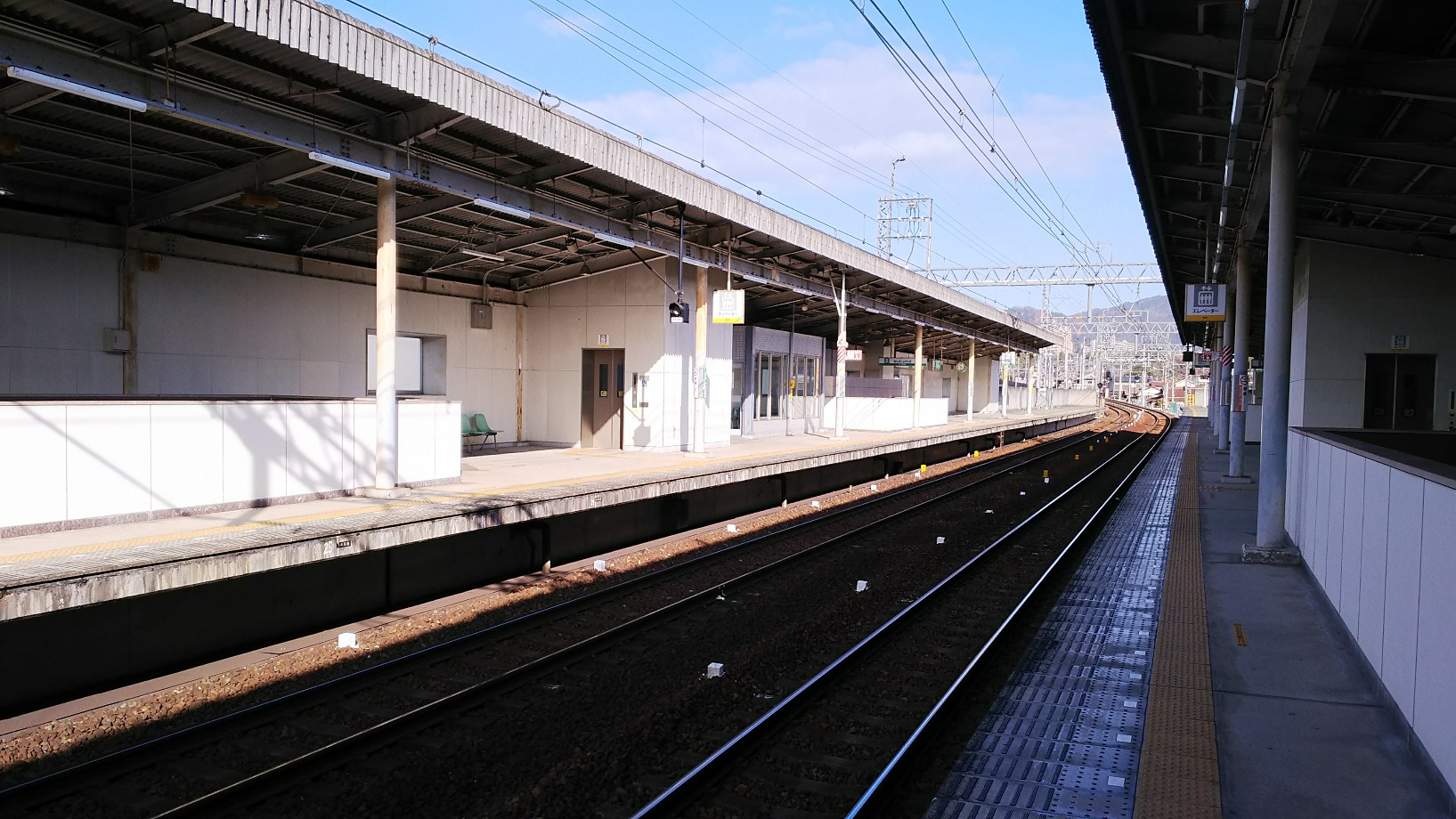
ホーム（左側が難波方面、右側が橋本方面）

## 利用状況
2024年（令和6年）度の1日平均乗降人員は2,418人で、南海の駅（100駅）では64位である。大阪・堺都市圏に通勤・通学するいわゆる"和歌山府民"も利用している。
各年度の1日平均乗降人員数は下表のとおり。
| 年度               | 1日平均 乗降人員 | 順位 | 出典                      |
| ------------------ | ---------------- | ---- | ------------------------- |
| 1980年（昭和55年） | 2,787            | -    | [ 県統計 1 ]              |
| 1985年（昭和60年） | 2,935            | -    | [ 県統計 1 ]              |
| 1990年（平成02年） | 3,450            | -    | [ 県統計 1 ] [ 市統計 1 ] |
| 1991年（平成03年） | 3,645            | -    | [ 市統計 1 ]              |
| 1992年（平成04年） | 3,606            | -    | [ 市統計 1 ]              |
| 1993年（平成05年） | 3,485            | -    | [ 市統計 1 ]              |
| 1994年（平成06年） | 3,466            | -    | [ 市統計 1 ]              |
| 1995年（平成07年） | 3,566            | -    | [ 県統計 1 ] [ 市統計 1 ] |
| 1996年（平成08年） | 3,575            | -    | [ 市統計 1 ]              |
| 1997年（平成09年） | 3,389            | -    | [ 市統計 1 ]              |
| 1998年（平成10年） | 3,253            | -    | [ 市統計 1 ]              |
| 1999年（平成11年） | 3,075            | -    | [ 市統計 1 ]              |
| 2000年（平成12年） | 2,994            | -    | [ 県統計 1 ] [ 市統計 1 ] |
| 2001年（平成13年） | 2,878            | -    | [ 県統計 1 ] [ 市統計 1 ] |
| 2002年（平成14年） | 3,009            | -    | [ 県統計 1 ] [ 市統計 1 ] |
| 2003年（平成15年） | 3,035            | -    | [ 県統計 1 ] [ 市統計 1 ] |
| 2004年（平成16年） | 2,997            | 61位 | [ 県統計 1 ] [ 市統計 1 ] |
| 2005年（平成17年） | 2,959            | -    | [ 県統計 1 ] [ 市統計 1 ] |
| 2006年（平成18年） | 2,944            | -    | [ 県統計 1 ] [ 市統計 2 ] |
| 2007年（平成19年） | 3,037            | -    | [ 県統計 1 ] [ 市統計 2 ] |
| 2008年（平成20年） | 3,102            | -    | [ 県統計 1 ] [ 市統計 3 ] |
| 2009年（平成21年） | 2,984            | -    | [ 県統計 1 ] [ 市統計 3 ] |
| 2010年（平成22年） | 2,991            | -    | [ 県統計 1 ] [ 市統計 3 ] |
| 2011年（平成23年） | 2,971            | 61位 | [ 県統計 2 ] [ 市統計 4 ] |
| 2012年（平成24年） | 2,921            | 62位 | [ 県統計 2 ] [ 市統計 4 ] |
| 2013年（平成25年） | 2,871            | 63位 | [ 県統計 2 ]              |
| 2014年（平成26年） | 2,762            | 64位 | [ 県統計 2 ]              |
| 2015年（平成27年） | 2,816            | 65位 | [ 県統計 3 ]              |
| 2016年（平成28年） | 2,821            | 64位 | [ 県統計 4 ]              |
| 2017年（平成29年） | 2,829            | 63位 | [ 県統計 5 ]              |
| 2018年（平成30年） | 2,760            | 64位 | [ 県統計 6 ]              |
| 2019年（令和元年） | 2,709            | 64位 | [ 県統計 7 ]              |
| 2020年（令和02年） | 2,227            | 64位 | [ 県統計 8 ] [ 南海 2 ]   |
| 2021年（令和03年） | 2,214            | 64位 | [ 南海 3 ]                |
| 2022年（令和04年） | 2,329            | 64位 | [ 南海 3 ]                |
| 2023年（令和05年） | 2,416            | 64位 | [ 南海 3 ]                |
| 2024年（令和06年） | 2,418            | 64位 | [ 南海 1 ]                |

## 駅周辺
駅周辺は閑静な集落となっている一方、南西の山肌に住宅地がある。
- 国道371号
- 和歌山県道105号山田御幸辻停車場線
- 和歌山県道731号二見御幸辻停車場線
- さつき台（橋本ガーデンタウンさつき台、西口から徒歩7分）
- 橋本紀見郵便局
- 橋本市立紀見小学校
- 杉村公園（西口から徒歩5分）
- 子安地蔵寺（紀州徳川家安産祈願寺、関西花の寺24番「ふじの寺」西口から徒歩約30分）

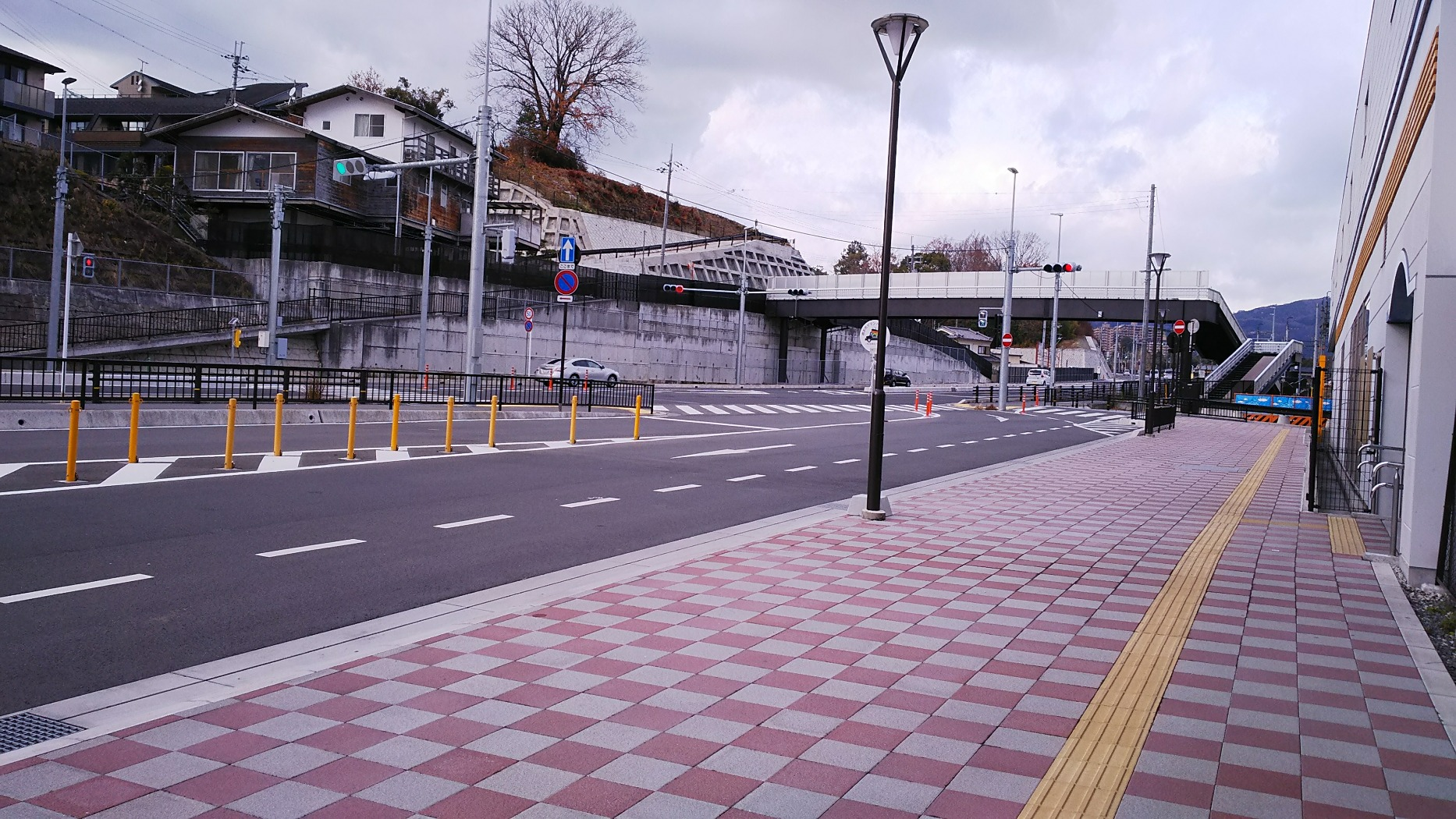
西口駅前
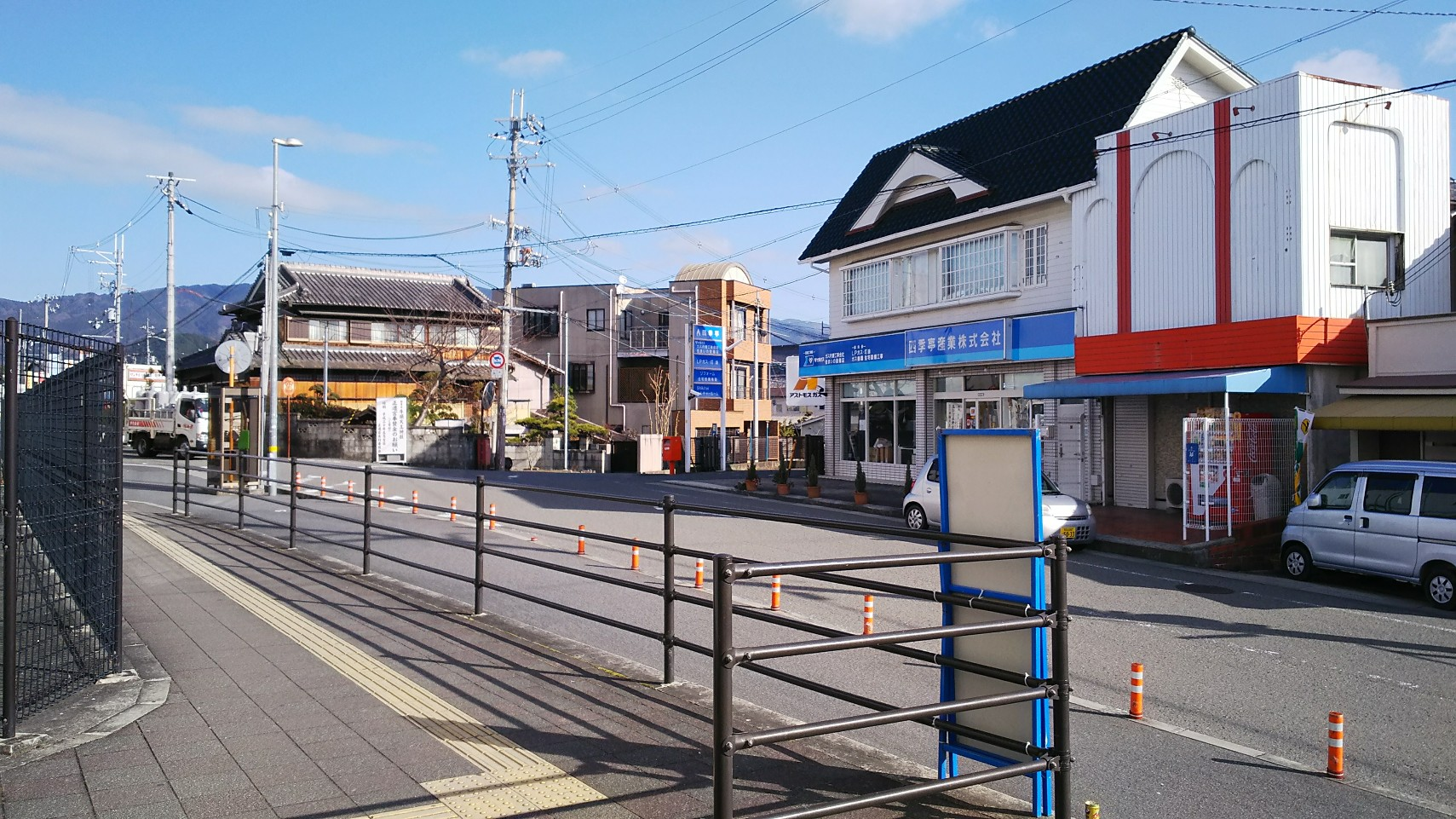
東口駅前

## バス路線
駅西口に「御幸辻駅前」、駅南側を通る和歌山県道731号線に「御幸辻駅口」の各停留所があり、橋本市コミュニティバスの路線が発着する。
御幸辻駅前
- 杉尾線
  - 不動山の巨石口
- 山田・出塔線
  - やっちょん広場

※ともにデマンドタクシー。平日のみ運行。
御幸辻駅口
- 北部線
  - 光陽台東
  - 車庫前
- 杉尾線
  - 御幸辻駅前
  - 不動山の巨石口

※北部線：コミュニティバス。平日と土曜に運行。

## 隣の駅
南海電気鉄道

 高野線
■快速急行・■急行・■各停
林間田園都市駅 (NK75) - 御幸辻駅 (NK76) - （小原田信号所） - 橋本駅 (NK77)

#### 利用状況の出典
和歌山県公共交通機関等資料集
1. 1 2 3 4 5 6 7 8 9 10 11 12 13 14 15  【南海電鉄各線駅別 1日あたりの乗降客数の推移】｜和歌山県総合交通政策課 (PDF)  - 和歌山県
2. 1 2 3 4  平成26年度和歌山県公共交通機関等資料集 (PDF)
3. ↑  平成27年度和歌山県公共交通機関等資料集 (PDF)
4. ↑  平成28年度和歌山県公共交通機関等資料集 (PDF)
5. ↑  平成29年度和歌山県公共交通機関等資料集 (PDF)
6. ↑  平成30年度和歌山県公共交通機関等資料集 (PDF)
7. ↑  令和元年度和歌山県公共交通機関等資料集 (PDF)
8. ↑  令和2年度和歌山県公共交通機関等資料集 (PDF)

橋本市統計要覧
1. 1 2 3 4 5 6 7 8 9 10 11 12 13 14 15 16  橋本市統計要覧（2006年度版） (PDF)
2. 1 2  橋本市統計要覧（2008年度版） (PDF)
3. 1 2 3  橋本市統計要覧（2011年度版） (PDF)
4. 1 2  橋本市統計要覧（2013年度版） (PDF)

南海電気鉄道の1日平均利用客数
1. 1 2 3 4  南海電気鉄道株式会社 (2025年7月). “2025 HAND BOOK NANKAI”. p. 35. 2025年8月8日閲覧。
2. ↑  ハンドブック南海2021 鉄道事業 (PDF)
3. 1 2 3  南海電気鉄道株式会社 (2024年7月). “2024 HAND BOOK NANKAI”. p. 57. 2024年9月7日閲覧。